# Zuoyunlong
Zuoyunlong (лат.) — род вымерших травоядных динозавров-орнитоподов. Жил в верхней меловой эпохе в районе провинции Шаньси современного Китая.
Голотип SXMG V 00 004 был обнаружен командой «Региональной Геологической Съёмки Шаньси» в формации Zhumapu, возраст которой датируется сеноманом, около 95 млн лет назад. Голотип состоит из двух костей таза.
Палеонтологами было выделено несколько аутапоморфий для данного вида: длина заднего края подвздошной кости составляет половину длины всей кости; нижний край той же кости далеко выступает вниз и вперёд; подвздошная кость имеет длину 62 см, что указывает на длину тела динозавра в 8 м.
В 2015 году Ван Рунфу, Ю Хайлу, Ван Суожу, Сычао Сю, Йи Цзян, Си Лицзюан, Цзя и Лей Синь Хай назвали и описали вид Zuoyunlong huangi. Родовое имя состоит из названия китайской префектуры Зуоюн и слова «long» («дракон»). Видовое имя дано в честь китайского палеонтолога Хуан Вейлуна.
Кладистический анализ показал, что зуоюнлун был базальным гадрозавроидом, сестринским таксоном пробактрозавра. В 2015 году был известен как самый базальный гадрозавроид. Так как самые первые известные гадрозавроиды, жившие в Северной Америке, эоламбия и протогадрос, также датированы сеноманом, палеонтологи утверждают, что зуоюнлун был близок к разделению азиатских и североамериканских гадрозавроидов.